# Regeringen Hilmar Baunsgaard
Regeringen Hilmar Baunsgaard var Danmarks regering 2. februar 1968 – 11. oktober 1971.
Ændringer: 28. februar 1968, 11. juli 1969, 14. juli 1970 og 17. marts 1971.
Den bestod af følgende ministre fra Det Radikale Venstre, Det Konservative Folkeparti og Venstre: 
- Statsminister: Hilmar Baunsgaard (RV)
- Udenrigsminister: Poul Hartling (V)
- Finansminister: Poul Møller (KF) til 17. marts 1971, derefter Erik Ninn-Hansen (KF)
- Fiskeriminister og minister for Grønland: A.C. Normann (RV)
- Minister for kulturelle anliggender og minister for teknisk samarbejde med udviklingslandene samt nedrustningsspørgsmål: Kristen Helveg Petersen (RV)
- Indenrigsminister: Poul Sørensen (KF) til 29. juni 1969, fra 11. juli 1969 H.C. Toft (KF)
- Justitsminister: Knud Thestrup (KF)
- Forsvarsminister: Erik Ninn-Hansen (KF) til 17. marts 1971, derefter Knud Østergaard (KF)
- Landbrugsminister: Peter Larsen (V) til 7. juli 1970, fra 14. juli 1970 Henry Christensen (V)
- Handelsminister (minister for handel, håndværk, industri og søfart): Knud Thomsen (KF)
- Minister for offentlige arbejder: Ove Guldberg (V)
- Boligminister (og fra 28. februar 1968 tillige minister for statens lønnings- og pensionsvæsen): Aage Hastrup (KF)
- Socialminister: Nathalie Lind (V)
- Undervisningsminister: Helge Larsen (RV)
- Arbejdsminister: Lauge Dahlgaard (RV)
- Økonomiminister og minister for nordiske anliggender samt europæiske markedsanliggender: Poul Nyboe Andersen (V)
- Kirkeminister: Arne Fog Pedersen (V)